# Hens Dekkers
Heinrich Gerardus "Hens" Dekkers (Rotterdam, 6 mei 1915 – Den Haag, 19 november 1966) was een amateurbokser uit Nederland die in 1936 namens zijn vaderland deelnam aan de Olympische Spelen van Berlijn. Daar verloor hij in de kwartfinales van een Duitser, waardoor hij net naast het podium belandde in zijn gewichtsklasse, het weltergewicht (tot 66,68 kilogram). Zijn één jaar jongere broer Tin maakte eveneens deel uit van de Nederlandse boksploeg in de Duitse hoofdstad, en strandde net als hij in de kwartfinales, maar dan in het middengewicht (tot 72,57 kilogram).